# آرکادیا ۲۰۰۱
آرکادیا ۲۰۰۱ (به انگلیسی: Arcadia ۲۰۰۱)، یکی از کنسول‌های بازی ویدوئویی است که در نسل دوم این محصولات قرار دارد. آرکادیا ۲۰۰۱ توسط شرکت رادیویی امرسان و در سال ۱۹۸۲ عرضه شد که دارای ویژگی‌هایی در مقایسه با هم‌نسل‌های خود بود. این کنسول نسل دومی دارای پردازشگر ۳٫۵۸ مگاهرتزی بود که در ردیف کنسول‌های بازی ۸-بیتی طبقه‌بندی می‌شد.

## مشخصات فنی
- پردازشگر مرکزی: ۳٫۵۸ مگاهرتز
- حافظه دسترسی تصادفی: ۵۱۲ بایت
- دقت پرونده: ۱۲۸ × ۲۰۸ / ۱۲۸ × ۱۰۴، ۸ رنگ
- کنترلر: دو کنترلر (۱۲ دکمه)
- مدیا: کارتریج

## بازی‌ها
- Baseball
- Grand Slam Tennis
- Home Squadron
- Missile War
- Turtles/Turpin